# Nothorhaphium oro
Nothorhaphium oro är en tvåvingeart som beskrevs av Daniel J. Bickel 1999. Nothorhaphium oro ingår i släktet Nothorhaphium och familjen styltflugor. Inga underarter finns listade i Catalogue of Life.